# A Batalha de Alexandre em Isso
A Batalha de Alexandre em Isso (alemão: Alexanderschlacht) é uma pintura a óleo sobre painel de 1529 do pintor Albrecht Altdorfer, um dos pioneiros da pintura de paisagem e membro fundador da Escola do Danúbio. Ela retrata a Batalha de Isso em 333 a.C. em que Alexandre, o Grande, conseguiu uma decisiva vitória contra Dario III e alcançou uma vantagem crucial em sua campanha contra a Pérsia. A pintura é amplamente considerada como a obra-prima de Altdorfer e um dos mais famosos exemplos de um tipo de pintura de paisagem conhecida como paisagem de mundo, em que nesta obra ele alcança uma grandeza sem precedentes.
O duque Guilherme IV da Baviera encomendou A Batalha de Alexandre em Isso em 1528 como parte de uma série de peças históricas que seriam exibidas em sua residência em Munique. Analistas modernos sugerem que a pintura, através de seu grande uso de anacronismos, tinha a intenção de conectar a heroica vitória de Alexandre ao conflito europeu contemporâneo contra o Império Otomano. Particularmente, a derrota de Solimão, o Magnífico, no Cerco de Viena pode ter sido uma inspiração para Altdorfer. É possível detectar uma subcorrente religiosa, especialmente em seu céu extraordinário; isso provavelmente foi inspirado pelas profecias do Livro de Daniel e o temor contemporâneo dentro da Igreja sobre o iminente apocalipse. A Batalha de Alexandre em Isso, junto com outras quatro obras da coleção inicial de Guilherme, está agora na Antiga Pinacoteca em Munique.